# Ninpuu Sentai Hurricaneger vs. Gaoranger
Ninpuu Sentai Hurricanger vs. Gaoranger (忍風戦隊ハリケンジャー VS ガオレンジャー Ninpū Sentai Harikenjā tai Gaorenjā) là một bộ phim kể về bọn quỷ lấy mất G-Phone của các Gaoranger nhằm đánh bại Ninpuu Sentai Hurricanger. Bộ phim này được sản xuất sau Hyakujuu Sentai Gaoranger vào khoảng 1 năm.

## Cốt truyện
Em trai Chuuzubo tên là Chuubozu-một trọng bảy Giáo Đầu bóng tối đã bắt cóc và lấy được Gphone - vật biến hình của Gaoranger  nhờ sự giúp sức của Tsue Tsue và Yabaiba - tàn quân của Orugu. Gaoranger bị yểm bùa và bị trói trong một hang động.Họ cố gắng giải thoát Gao White và để cô đi tìm Hurricanger cầu viện. Bất ngờ là bảy Giáo Đầu bóng tối của Jakanja lại biến hình thành các Gaoranger giả tấn công Hurricanger. Gao White xuất hiện và giải thích mọi chuyện khi mà Gao King đánh bại Oanh Lôi Thần và Tuyền Phong Thần. Hurricanger đi cứu Gaoranger. Ikkou và Isshu cùng Shurikenger cản bọn Jakanja còn nhóm Yousuke đi theo Gao White. Kouta và Yousuke hóa giải lá bùa Chuubozu phong ấn, các Gaoranger thoát ra và chiến đấu. Nhưng mọi chuyện chỉ được giải quyết khi Gao Silver theo tiếng gọi của ngọn gió xuất hiện.

## Nhân vật
- Hyakujuu Sentai Gaoranger
- Ninpuu Sentai Hurricanger
- Điện quang Thạch hoả Gouranger
- Ninja Thiên không Shurikenger
- Tetomu
- Oboro Hinata
- Yabaiba
- Tsue Tsue
- Nhóm Ninja Jakanja

## Diễn viên

### Chính
- Shun Shioya (塩谷 瞬 Shioya Shun?): Yousuke Shiina/Hurricane Red
- Nao Nagasawa (長澤 奈央 Nagasawa Nao?): Nanami Nono/Hurricane Blue
- Kōhei Yamamoto (山本 康平 Yamamoto Kōhei?): Kouta Bitou/Hurricane Yellow
- Yūjirō Shirakawa (白川 裕二郎 Shirakawa Yūjirō?): Ikkou Kasumi/Kabuto Raiger
- Nobuo Kyō (姜 暢雄 Kyō Nobuo?):Isshu Kasumi/Kuwaga Raiger
- Taiki Matsuno (松野 太紀 Matsuno Taiki?): Asuka Kagura/Shurikenger (Voice)
- Ken Nishida (西田 健 Nishida Ken?): Sensei Mugensai Hinata
- Shoko Takada (高田 聖子 Takada Shōko?): Oboro Hinata
- Jirō Dan (団 時朗 Dan Jirō?): Ikki Kasumi
- Noboru Kaneko (金子 昇): Kakeru Shishi / GaoRed
- Kei Horie (堀江 慶): Gaku Washio / GaoYellow
- Takeru Shibaki (柴木 丈瑠):  Kai Samezu / GaoBlue
- Kazuyoshi Sakai (酒井 一圭): Soutarou Ushigome / GaoBlack
- Mio Takeuchi (竹内 実生):  Sae Taiga / GaoWhite
- Tetsuji Tamayama (玉山 鉄二): Shirogane / GaoSilver; Loki (voice ep 23)
- Takemi (岳美): Tetomu / Murasaki
- Rei Saito: Tsuetsue / Onihime (voice)
- Kōichi Sakaguchi　 (坂口 候一): Yabaiba (voice)

### Khách
- Hayato Ōshiba: Detective Tarou Kakio (23) (credited as Kunihiko Oshiba)
- Masaya Matsukaze: Katsuya Misaki (26)
- Toshiya Fuji: Yuusaku Ramon (28)
- Kenji Ohba: Retsudou (45)
- Yūji Kishi: Chubouzu (lồng tiếng) (Hurricaneger vs. Gaoranger)

### Trang phục
Xem: Trang phục Hurricanger

## Bài hát
- Đầu:
  - "Đây là Hurricanger!" (ハリケンジャー参上！ Harikenjā Sanjō!?)
    - Nhạc sĩ: Neko Oikawa (及川 眠子 Oikawa Neko?)
    - Trộn và phối: Takeshi Ike (池 毅 Ike Takeshi?)
    - Ca sĩ: Hideaki Takatori
- Cuối:
  - Các đoạn phim tiếp theo

## Nhạc nền
- "Hyakujuu Gattai! GaoKing" (百獣合体!ガオキング Hyakujū Gattai! Gaokingu?) thể hiện bởi Ichiro Mizuki
- "white light ~GaoWhite Sae's Theme~" (ｗｈｉｔｅ　ｌｉｇｈｔ ~ガオホワイト 冴のテーマ~ howaito raito ~Gaohowaito Sae no Tēmu~?) thể hiện bởi Mitsuko Horie
- "Dynamic Soul!!" thể hiện bởi Hironobu Kageyama
- "Samba de Gaoren" (サンバ ｄｅ ガオレン Sanba de Gaoren?) thể hiện bởi Ichiro Mizuki với các chiến binh Gao
- "HOT! HOT! GaoMuscle!!" (ＨＯＴ！ＨＯＴ！ガオマッスル!! Hotto! Hotto! Gaomassuru!!?) thể hiện bởi Yukio Yamagata
- "a lone wolf ~The Silver Warrior~" (ａ　ｌｏｎｅ　ｗｏｌｆ ~銀の戦士~ a rōn urufu ~Gin no Senshi~?) thể hiện bởi Akira Kushida
- "I.D. ~GaoHunter Requiem~" (Ｉ．Ｄ． ~ガオハンター レクイエム~ Ai Dī ~Gaohantā Rekuiemu~?) thể hiện bởi Kiyotaka Imai
- "Investigation of Echoes" (響の調べ Hibiki no Shirabe?) thể hiện bởi Tetomu (Takemi)
- "Bonds ~Spirit of Gaoranger~" (絆 ~Ｓｐｉｒｉｔ　ｏｆ　Ｇａｏｒａｎｇｅｒ~ Kizuna ~Supirito obu Gaorenjā~?) thể hiện bởi Yukio Yamagata & Salia
- "EYES OF JUSTICE" thể hiện bởi MoJo
- "Keep Falling..." (堕ちて行け... Ochite Yuke...?) thể hiện bởi TsueTsue (Rei Saito)

## Dụng cụ
Xem: Dụng cụ Gao